# Golf na Letniej Uniwersjadzie 2011
Golf na Letniej Uniwersjadzie 2011 został rozegrany w dniach 17–20 sierpnia 2011. Do rozdania były 4 komplety medali. Zmagania zawodników i zawodniczek rozgrywane były na polach golfowych Mission Hills Golf Club.

## Tabela medalowa
| Klasyfikacja medalowa |                   |       |        |      |       |
| Pozycja               | Państwo           | Złoto | Srebro | Brąz | Razem |
| 1                     | Japonia           | 2     | 1      | 0    | 3     |
| 2                     | Chińskie Tajpej   | 2     | 0      | 0    | 2     |
| 3                     | Włochy            | 0     | 1      | 1    | 2     |
| 4                     | Chiny             | 0     | 1      | 0    | 1     |
| 4                     | Czechy            | 0     | 1      | 0    | 1     |
| 6                     | Meksyk            | 0     | 0      | 1    | 1     |
| 6                     | Korea Południowa  | 0     | 0      | 1    | 1     |
| 6                     | Stany Zjednoczone | 0     | 0      | 1    | 1     |
| Razem                 | Razem             | 4     | 4      | 4    | 12    |

## Medaliści
| Konkurencja:  | Złoto:                                                                              | Srebro:                                                                           | Brąz:                                                                                           |
| Mężczyźni     |                                                                                     |                                                                                   |                                                                                                 |
| Indywidualnie | Hideki Matsuyama                                                                    | Yoshinori Fujimoto                                                                | Andrea Bolognesi                                                                                |
| Drużynowo     | Japonia · Yoshinori Fujimoto · Hideto Kobukuro · Hideki Matsuyama · Shinji Tomimura | Włochy · Andrea Bolognesi · Leonardo Motta · Niccolò Quintarelli · Lorenzo Scotto | Meksyk · Mauricio Azcue Pederzoli · Rodolfo Cazaubon · Carlos Ortiz · Gerardo Ruiz de la Concha |
| Kobiety       |                                                                                     |                                                                                   |                                                                                                 |
| Indywidualnie | Lin Tzu-chi                                                                         | Katerina Ruzickova                                                                | Ko Min-jeong                                                                                    |
| Drużynowo     | Chińskie Tajpej · Lin Tzu-chi · Liu Yi-chen · Yao Hsuan-yu                          | Chiny · Li Jiayun · Xu Yue · Zhang Yuyang                                         | Stany Zjednoczone · Brooke Beeler · Catherine O'Donnell · Caroline Powers                       |